# Confisco (canção)
Confisco é o primeiro single do álbum Preço Curto... Prazo Longo de Charlie Brown Jr..
A canção tem uma letra autobiografada por Chorão, que em algumas oportunidades teve seus bens confiscados.
A canção também foi escolhida pela Activision para a trilha sonora da remasterização do jogo Tony Hawk's Pro Skater 1+2 a pedido dos fãs brasileiros.

## Créditos Musicais
- Chorão - vocal, letra
- Marcão - guitarra elétrica, arranjos musicais
- Thiago Castanho - guitarra elétrica, backing vocal
- Champignon - baixo elétrico, backing vocal
- Renato Pelado - bateria
- DJ Deco Murphy - Scratches

## Desempenho nas Paradas Musicais
| Ano  | Single     | Charts      | Charts         | Charts       | Charts    | Charts        | Charts | Charts | Álbum                      |
| Ano  | Single     | BRA Hot 100 | BRA Hit Parade | BRA Year End | Bill. BRA | Bill. Pop BRA | HSPN   | POR    | Álbum                      |
| ---- | ---------- | ----------- | -------------- | ------------ | --------- | ------------- | ------ | ------ | -------------------------- |
| 1999 | "Confisco" | 20          | 15             | —            | —         | —             | 36     | —      | Preço Curto... Prazo Longo |

## Prêmios e indicações
| Ano  | Prêmio                 | Categoria            | Resultado | Ref.  |
| ---- | ---------------------- | -------------------- | --------- | ----- |
| 2000 | MTV Video Music Brasil | Escolha da Audiência | Indicado  | [ 5 ] |